# József Bartovics
József Bartovics bzw. Iosif Bartovics (* 22. Februar 1935 in Oradea; † 2005 ebenda) war ein rumänischer Maler und Mosaizist. Er gehörte zu der Minderheit der Magyaren in Rumänien.

## Leben
Er studierte Volkskunst an der Schule für Volkskunst in Oradea. Zudem lernte Bartovics seit 1956 unter verschiedenen Lehrern in Privatkunstschulen. Er fertigte auch Mosaike an, die sich in verschiedenen großwardeiner Institutionen befinden. Seine Gemälde wurden in verschiedenen Gruppenausstellungen gezeigt.

## Museen
- Muzeul Țării Crișurilor, Oradea